# Walter Sachs
Walter Sachs (Német Birodalom, Berlin, 1891. február 15. – ?) Európa-bajnoki bronzérmes német jégkorongozó, olimpikon.
Részt az 1928. évi téli olimpiai játékokon a jégkorongtornán. A német csapat a C csoportba került. Első mérkőzésükön 0–0-t játszottak az osztrák válogatottal, majd 1–0-ra kikaptak a svájci csapattól. A csoportban az utolsó, 3. helyen végeztek 1 ponttal és nem jutottak a négyes döntőbe. Összesítésben a 10. lettek. Sachs csak a svájciak ellen játszott.
Az 1927-es jégkorong-Európa-bajnokságon bronzérmet nyert.
10-szeres német bajnok a Berliner Schlittschuhclubbal: 1914, 1920, 1921, 1923-1926 és 1928-1930. 3-szoros Spengler-kupa győztes: 1924, 1926, 1928. Tagja a Német Jégkorong Hírességek Csarnokának.